# Wilbur Scoville

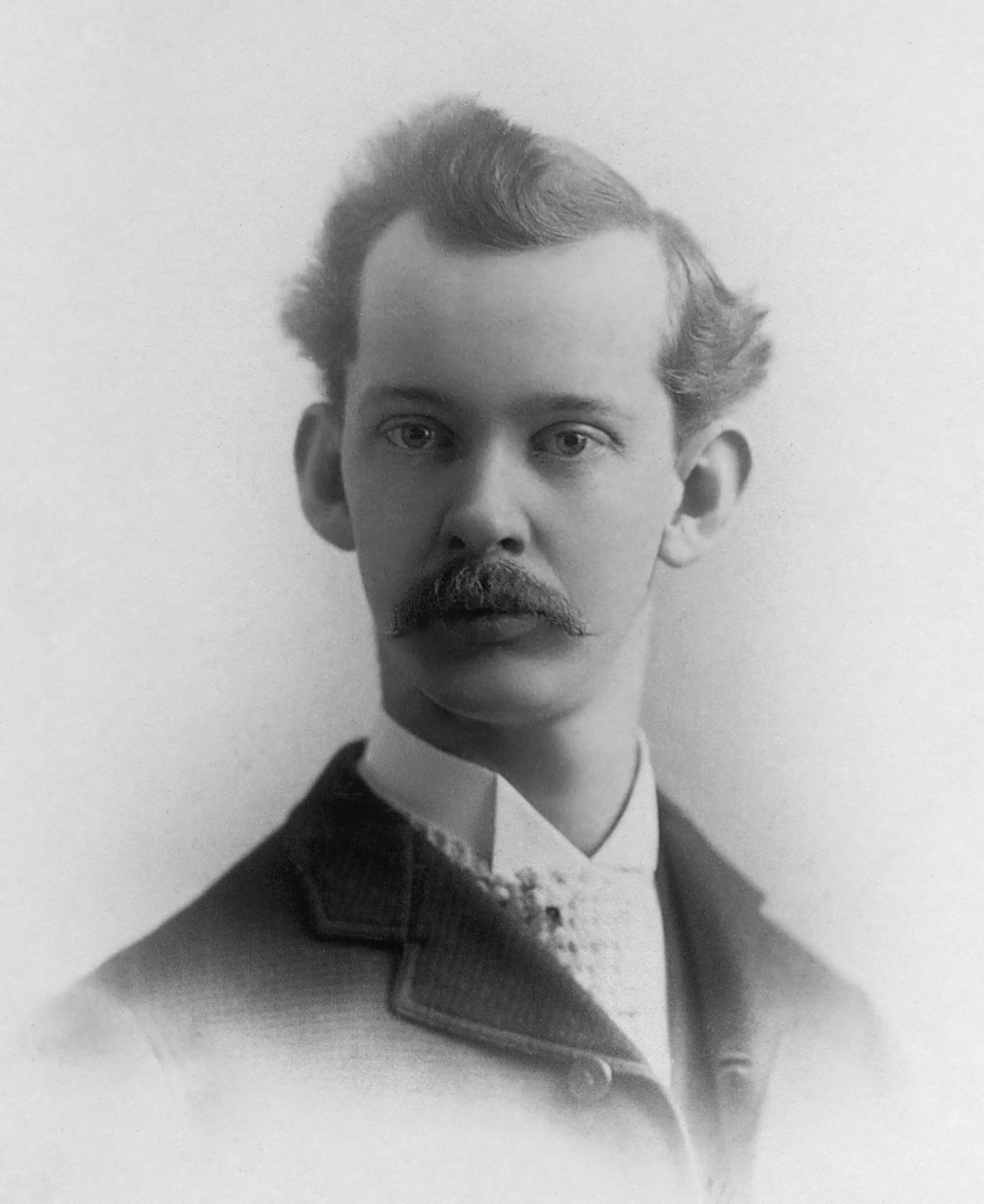
Wilbur Lincoln Scoville

Wilbur L. Scoville (22 januari 1865 - 10 maart 1942) was een Amerikaanse scheikundige die vooral bekend is om de door hem ontwikkelde scovilleschaal (oorspronkelijk The Scoville Organoleptic Test). Hij ontwierp de test en de schaal - waarmee de heetheid van peper wordt bepaald - in 1912 voor het farmaceutisch bedrijf Parke-Davis (opgegaan in het huidige Pfizer).
Hij won de Ebert-prize (1922), ontving de Remington eremedaille (1929) en een eredocotoraat aan de Columbia University (1929).